# Луцкая, Сильвия Львовна
Сильвия Львовна Луцкая (урождённая Мандельберг; 1894, Киев — 22 октября 1940, Париж) — скульптор и график.
Родилась в семье врача, заведующего хирургической лечебницей Льва Евсеевича (Овшиевича) Мандельберга (?—1938) и пианистки Марии Исааковны Шварцман (1863—1948); племянница философа Л. И. Шестова. Лев Евсеевич Мандельберг с 1914 года входил в правление паевого «Товарищества Ис. Шварцмана», которым управлял его тесть, купец первой гильдии Исаак Моисеевич Шварцман. В это же правление с 1897 года входил его брат (также зять И. М. Шварцмана) Владимир Евсеевич Мандельберг. После революции семья эмигрировала.
Изучала французскую литературу в Женеве, скульптуру и технику гравюры в Берлине, жила в Висбадене, затем поселилась в Париже. В Женеве вышла замуж за инженера и поэта Семёна Абрамовича Луцкого (1891—1977).
Работала в жанре скульптурного и гравированного портрета. Участвовала в Салоне женщин скульпторов и художниц (бюсты дочери и эсера Сергея Андреевича Иванова), выставке русских художников в галерее «La Renaissance» (1934), салоне Тюильри (1936). Последние годы жизни тяжело болела, работала гидом в Лувре.

## Семья
- Дочь — художница и поэтесса Ада Семёновна Бэнишу-Луцкая (род. 1923)[4]
- Дядя — Виктор Евсеевич Мандельберг (псевдоним Бюлов; 1869—1944), меньшевик, участник II съезда РСДРП, депутат Государственной думы от Иркутска, в 1917 году главный военный врач Петрограда.[5][6].
- Двоюродный брат — театральный художник Евгений Моисеевич Мандельберг.